# ダニエル・デファイエ
ダニエル・デファイエ（Daniel Deffayet, 1922年5月23日 - 2002年12月27日）は、フランスのクラシック・サクソフォーン奏者、音楽教師。

## 経歴
パリ出身。1968年からマルセル・ミュールの後を継いでパリ国立高等音楽院サクソフォーン科の教授に就任し、1988年まで同職を務めた。彼は長きに渡り、ニース夏期国際アカデミーやアヌシーのアカデミー等で実習を活性化させた。
デファイエの教育方法はミュールのそれを引き継いだものであり、革新をもたらすことは考えなかったという。
彼が主宰したサクソフォーン四重奏団は、アントワーヌ・ティスネの「アリアージュ」等とともにラジオ・フランスで芸術作品としてしばしば取り上げられている。